# Stratovarius North Atlantic Isles Tour 2009
Stratovarius North Atlantic Isles Tour 2009 es una pequeña gira musical por las islas de Europa de la banda Stratovarius, visitando por primera vez Irlanda y Escocia.

## Fechas del Tour
| Fecha              | Ciudad        | País       | Lugar                |  |
| ------------------ | ------------- | ---------- | -------------------- |  |
|                    |               |            |                      |  |
| 15 de mayo de 2009 | Wolverhampton | Inglaterra | Wulfrun Hall         |  |
| 16 de mayo de 2009 | Nottingham    | Inglaterra | Rock City            |  |
| 17 de mayo de 2009 | Glasgow       | Inglaterra | Cathouse             |  |
| 18 de mayo de 2009 | Londres       | Inglaterra | O2 Academy Islington |  |
| 19 de mayo de 2009 | Mánchester    | Inglaterra | Manchester Academy   |  |
| 20 de mayo de 2009 | Dublín        | Irlanda    | Button Factory       |  |